# Gerstaeckerella implexa
Gerstaeckerella implexa är en insektsart som beskrevs av Navás 1932. Gerstaeckerella implexa ingår i släktet Gerstaeckerella och familjen fångsländor. Inga underarter finns listade i Catalogue of Life.